# 파라과이 프리메라 디비시온
파라과이 프리메라 디비시온(스페인어: División Profesional de la Asociación Paraguaya de Fútbol)은 파라과이의 최상위 프로 축구 리그이다. 현재 12개 팀이 참가하고 있다.

## 2024~2025 시즌 참가팀
- 클루브 아틀레티코 3 데 페브레로
- 12 데 옥투브레 풋볼 클럽
- 세로 포르테뇨
- 데포르티보 카피아타
- 클루브 과라니
- 클루브 제네랄 디아즈
- 클루브 리베르타드
- 클루브 나시오날
- 클루브 올림피아
- 클루브 루비오 뉴
- 클루브 솔 데 아메리카
- 스포르티보 루케뇨